# Aniwa
Aniwa és una població dels Estats Units a l'estat de Wisconsin. Segons el cens del 2000 tenia 586 habitants.

## Demografia
Segons el cens del 2000, Aniwa tenia 272 habitants, 114 habitatges, i 79 famílies. La densitat de població era de 50,2 habitants per km².
Dels 114 habitatges en un 24,6% hi vivien nens de menys de 18 anys, en un 55,3% hi vivien parelles casades, en un 7% dones solteres, i en un 30,7% no eren unitats familiars. En el 23,7% dels habitatges hi vivien persones soles el 8,8% de les quals corresponia a persones de 65 anys o més que vivien soles. El nombre mitjà de persones vivint en cada habitatge era de 2,39 i el nombre mitjà de persones que vivien en cada família era de 2,8.
Per edats la població es repartia de la següent manera: un 22,8% tenia menys de 18 anys, un 9,9% entre 18 i 24, un 30,1% entre 25 i 44, un 20,6% de 45 a 60 i un 16,5% 65 anys o més.
L'edat mediana era de 36 anys. Per cada 100 dones de 18 o més anys hi havia 118,8 homes.
La renda mediana per habitatge era de 28.542 $ i la renda mediana per família de 30.833 $. Els homes tenien una renda mediana de 26.094 $ mentre que les dones 21.875 $. La renda per capita de la població era de 13.203 $. Aproximadament el 7,5% de les famílies i el 15,6% de la població estaven per davall del llindar de pobresa.

## Poblacions més properes
El següent diagrama mostra les poblacions més properes.